# U-990
| U-990                      | U-990                                                          | U-990                                                          |
| -------------------------- | -------------------------------------------------------------- | -------------------------------------------------------------- |
|                            |                                                                |                                                                |
|                            |                                                                |                                                                |
|                            |                                                                |                                                                |
| Під прапором               | Третій рейх                                                    | Третій рейх                                                    |
| Спуск на воду              | 16 червня 1943 року                                            | 16 червня 1943 року                                            |
| Виведений зі складу флоту  | 25 травня 1944 року                                            | 25 травня 1944 року                                            |
| Сучасний статус            | затоплений                                                     | затоплений                                                     |
| Проєкт                     |                                                                |                                                                |
| Тип ПЧ                     | Торпедний ДПЧ                                                  | Торпедний ДПЧ                                                  |
| Основні характеристики     |                                                                |                                                                |
| Швидкість (надводна)       | 17,7 вузлів                                                    | 17,7 вузлів                                                    |
| Швидкість (підводна)       | 7,6 вузлів                                                     | 7,6 вузлів                                                     |
| Робоча глибина занурення   | 100 м                                                          | 100 м                                                          |
| Гранична глибина занурення | 220 м                                                          | 220 м                                                          |
| Екіпаж                     | 44 осіб                                                        | 44 осіб                                                        |
| Розміри                    |                                                                |                                                                |
| Довжина найбільша (по КВЛ) | 67,1 м                                                         | 67,1 м                                                         |
| Ширина корпусу найб.       | 6,2 м                                                          | 6,2 м                                                          |
| Висота                     | 9,6 м                                                          | 9,6 м                                                          |
| Середня осадка (по КВЛ)    | 4,70 м                                                         | 4,70 м                                                         |
| Водотоннажність надводна   | 769 т                                                          | 769 т                                                          |
| Озброєння                  |                                                                |                                                                |
| Артилерія                  | одна палубна гармата калібру 88-мм, одна 20-мм зенітна гармата | одна палубна гармата калібру 88-мм, одна 20-мм зенітна гармата |
| Торпедно- мінне озброєння  | 4 носових і один кормовий ТА. 14 торпед або 26 мін             | 4 носових і один кормовий ТА. 14 торпед або 26 мін             |

U-990 — німецький підводний човен типу VIIC, часів  Другої світової війни.
Замовлення на будівництво човна було віддане 25 травня 1941 року. Човен був закладений на верфі суднобудівної компанії «Blohm + Voss» у місті Гамбург 17 жовтня 1942 року під заводським номером 190, спущений на воду 16 червня 1943 року, 28 липня 1943 року увійшов до складу 5-ї флотилії. Також за час служби входив до складу 11-ї флотилії. Єдиним командиром човна був капітан-лейтенант Губерт Нордгаймер.
Човен зробив 4 бойові походи, в яких потопив 1 військовий корабель.
Затоплений 25 травня 1944 року в Норвезькому морі північно-західніше Тронгейма (65°05′ пн. ш. 07°28′ сх. д. / 65.083° пн. ш. 7.467° сх. д.) глибинними бомбами британського бомбардувальника «Ліберейтор». 20 членів екіпажу загинули, 33 врятовані.

## Потоплені та пошкоджені кораблі[3]
| Назва              | Тип      | Належність      | Дата           | Тоннаж (БРТ) | Вантаж | Статус    | Місце                                                       |
| HMS Mahratta (G23) | есмінець | Велика Британія | 25 лютого 1944 | 1 920        |        | потоплено | 71°12′ пн. ш. 13°30′ сх. д. / 71.200° пн. ш. 13.500° сх. д. |